# Музичук Анна Олегівна
Анн́а Оле́гівна Музичук (нар. 28 лютого 1990, Львів) — українська шахістка, гросмейстер (2012).
Дворазова чемпіонка світу серед жінок з блискавичних шахів (2014, 2016) та чемпіонка світу серед жінок зі швидких шахів (2016). 
Віце-чемпіонка світу серед жінок 2017 року з класичних шахів.
Дворазова чемпіонка України з шахів серед жінок 2003 та 2014 років. 
Чемпіонка світу серед шахісток віком до 20 років (2010) та до 16 років (2006).
У складі збірної України переможниця шахової олімпіади 2022 року.
Заслужений майстер спорту України, громадянка України. До травня 2014 року виступала за Словенію. Старша сестра Марії Музичук — чемпіонки світу з шахів серед жінок 2015 року.
Її рейтинг станом на червень 2025 року:
- класичні шахи — 2535 (7-ме місце у світі, 1-ше серед шахісток України)
- швидкі шахи (рапід) — 2409 (18-те місце у світі, 2-ге серед шахісток України)
- блискавичні шахи (бліц) — 2406 (13-те місце у світі, 1-ше серед шахісток України).

## Життєпис
Народилася 28 лютого 1990 року в місті Львові.
Батько та мати Анни є шаховими тренерами, заслуженими тренерами України.
Навчилася грати в шахи у віці 3 років, а перший турнір виграла в 5 років. Навчалася у Стрийській гімназії, після закінчення якої вступила до Львівського державного університету фізкультури. Місце проживання Львів та Стрий.
З 1997-го до 2005 року Музичук досить успішно виступала на юнацьких чемпіонатах Європи та світу. Анна стала найтитулованішою шахісткою юнацьких чемпіонатів Європи, вигравши 5 золотих та 3 срібні нагороди у різних вікових категоріях, зокрема у категорії до 10 років («золото» — 1998, 2000 рр., «срібло» — 1997, 1999 рр.), до 12 років («золото» — 2002 р., срібло — 2001 р.) та до 14 років («золото» — 2003, 2004 рр.). У 2005 році стала чемпіонкою світу серед дівчат до 16 років, срібною призеркою чемпіонату світу серед дівчат до 12 років (2002 р.) та до 14 років (2004 р.), а у 2000 році — бронзовою призеркою чемпіонату світу серед дівчат до 10 років.
У 13 років Анна стала чемпіонкою України 2003 року серед жінок, показавши при цьому блискучий результат: 8½ очка з 9 можливих. Опісля, не отримавши обіцяної підтримки від тодішнього керівництва Федерації шахів України (ФШУ), почала виступати за Словенію (хоча переважно жила у Львові).
Під прапором Словенії на чемпіонаті світу серед дівчат до 20 років, що завершився 16 серпня 2010 в польському Хотові, Анна здобула «золото». На цих змаганнях, варто зазначити, зібралося 80 найсильніших молодих шахісток планети. Анна тоді здобула 10 перемог і 11 очок у 13 партіях. За Словенію Анна виступала з 2004 до 2014 року.
Після зміни керівництва ФШУ Анна знову почала виступати за Україну.
У березні 2012-го на чемпіонаті Європи з шахів серед жінок, що відбувався в Туреччині, Анна до останнього туру лідирувала, проте поразка у останньому турі від росіянки Валентини Гуніної відкинула Анну на підсумкове третє місце.
У липні 2012-го на сильному турнірі XIX категорії (2705) ACP Golden Classic (Амстердам) Анна з результатом 3 очки з 6 можливих (+1-1=4) посіла 4 місце серед 7 учасників, випередивши 3 шахістів з рейтингом від 2693 до 2730 очка. Її індивідуальний Performance на цьому турнірі склав 2721 очко.

### 2014

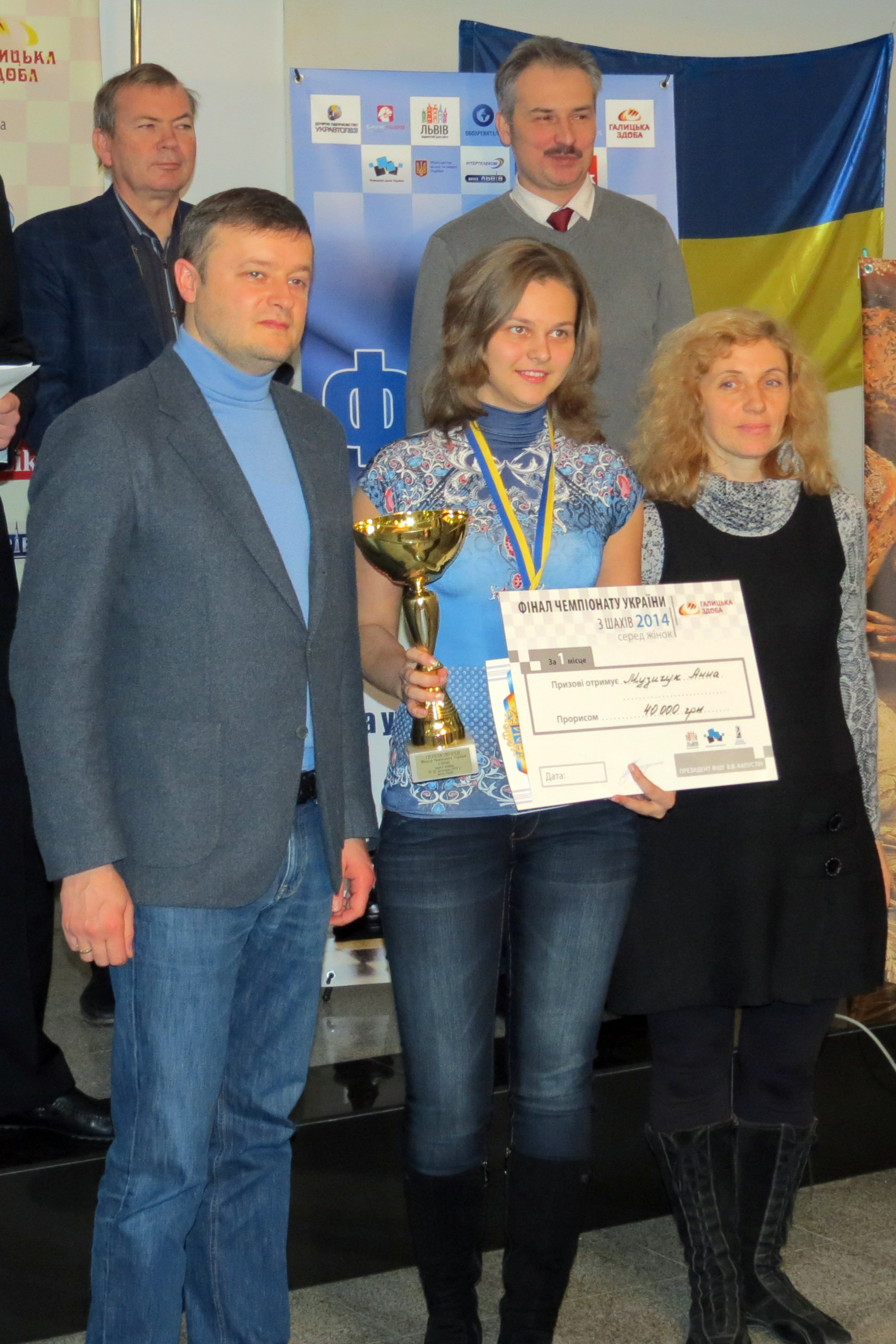
Анна Музичук — чемпіонка України 2014 року

У січні 2014 року Анна з результатом 8 з 13 можливих очок (+4-1=8) посіла четверте місце серед 14 учасників (12 чоловіків і 2 жінки) на турнірі 14 категорії у Вейк-ан-Зеє (група В). При цьому вона не поступилася рейтинг-фаворитам турніру Баадуру Джобаві (рейтинг 2710) та Радославу Войташеку (2711), зігравши з ними внічию. Завдяки високому турнірному перформансу на цьому турнірі, який склав 2667 очок, Анна зуміла збільшити свій особистий рейтинг на 17 очок і вийти на четверте місце в жіночому світовому рейтингу ФІДЕ.
У квітні 2014-го Анна Музичук стала переможницею чемпіонату світу з бліцу, що проходив в Ханти-Мансійську. Набравши 23 з 30 можливих очок, Музичук на 2,5 очка випередила срібну призерку турніру грузинку Нану Дзагнідзе. Також Анна з результатом 10 очок з 15 можливих (+6-1=8) посіла 5 місце на чемпіонаті світу з швидких шахів (рапіду), відставши від переможниці чемпіонату українки Катерини Лагно лише на ½ очка.
У серпні 2014 року, виступаючи на першій шахівниці в Шаховій олімпіаді в Тромсе, Анна Музичук набрала 6 очок з 10 можливих (+3-1=6) і допомогла збірній України посісти 3 місце серед 177 країн.
У листопаді 2014 року Анна вдруге стала переможницею чемпіонату України із шахів серед жінок, що проходив у Львові.
У грудні 2014 року на «Всесвітніх інтелектуальних іграх» посіла:
 — 5 місце на турнірі з швидких шахів, набравши 4 очки з 7 можливих (+2-1=4),
 — 3 місце на турнірі з блискавичних шахів, набравши 19½ очок з 30 можливих (+17-8=5),
 — 8 місце на турнірі з «баску», набравши 5½ очок з 10 можливих (+4-3=3).

### 2015
2015 рік Анна Музичук розпочала з виступу на міжнародному турнірі Gibraltar Chess Festival 2015, що проходив у Гібралтарі. Набравши 6½ з 10 можливих очок (+5-2=3), українка посіла 32 місце серед понад 200 учасників турніру, при цьому в заліку серед жінок Анна розділила 2-5 місця (за додатковим показником — 4 місце), поступившись 1 очком чемпіонці світу Хоу Іфань.
У березні 2015 року Анна дійшла до 1/4 фіналу чемпіонату світу із шахів, де поступилася шведській шахістці Пії Крамлінг на тайбрейку з загальним рахунком 3½ — 2½.
У квітні 2015 року у складі збірної України посіла 5 місце на командному чемпіонаті світу, що проходив у китайському місті Ченду. Крім того, Анна з показником 57,1 % набраних очок посіла 4 місце серед шахісток, які виступали на першій шахівниці.
У жовтні 2015 року з результатом 4½ очка з 11 можливих (+1-3=7) розділила 9-11 місця на першому етапі серії гран-прі ФІДЕ, що проходив у Монте-Карло (Монако).
У листопаді 2015 року у складі збірної України Анна стала срібною призеркою командного чемпіонату Європи, що проходив у Рейк'явіку. Її індивідуальний показник на турнірі — 5 місце серед шахісток, які виступали на другій шахівниці (5½ очок із 8 можливих, турнірний перформанс — 2537).

### 2016
У лютому 2016 року з результатом 7 очок з 10 можливих (+6=2-2) розділила 9-23 місця (17 місце за додатковим показником) на міжнародному відкритому турнірі «Gibraltar Chess Festival 2016», що проходив у Гібралтарі. Крім того, Анна Музичук посіла чисте перше місце серед жінок, випередивши на ½ очка Антоанету Стефанову, Тань Чжун'ї, Сарасадат Хадем. Цей успіх приніс Анні 15 000 £ призових.

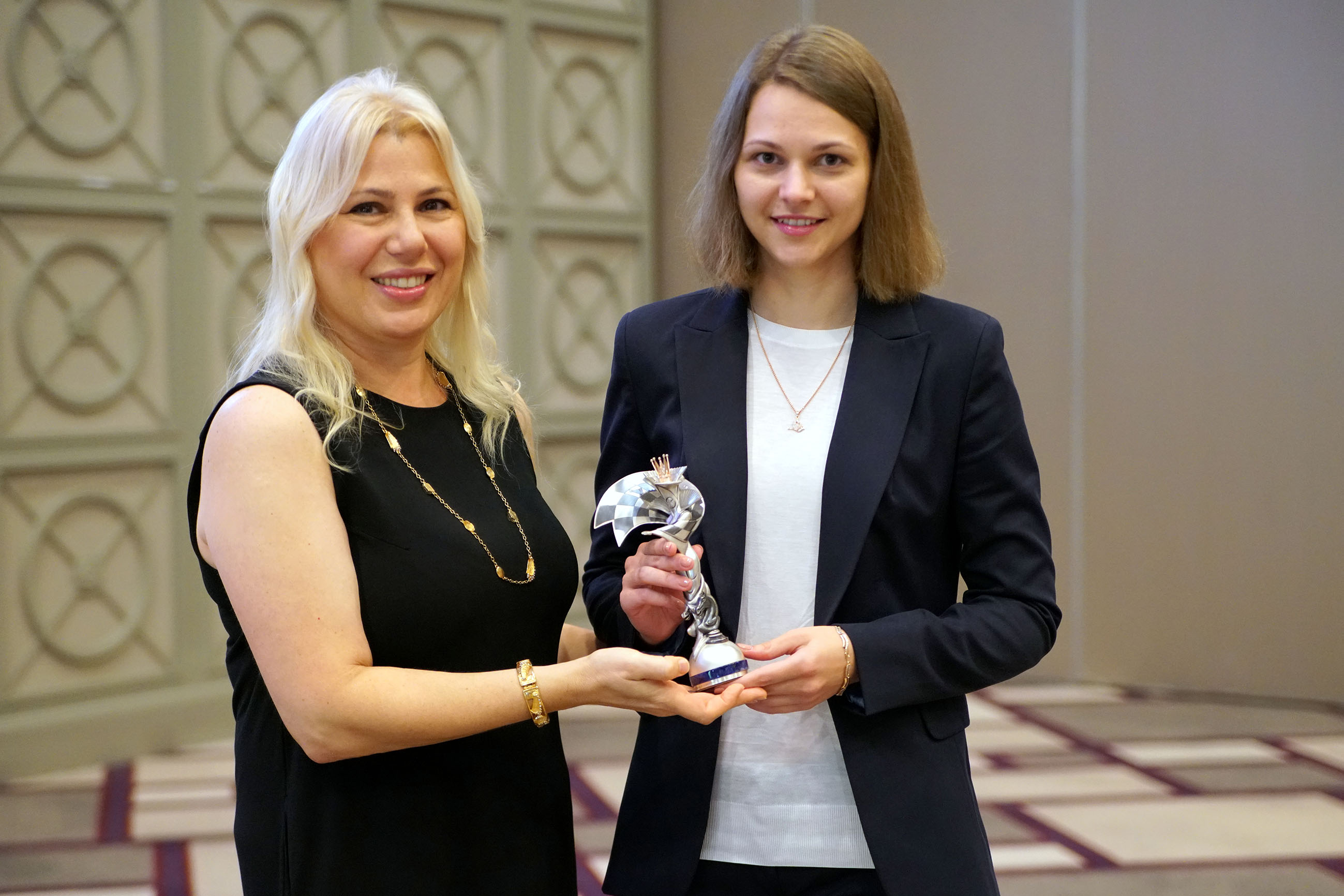
Вручення Анні Музичук жіночого шахового Оскара «Каїса» головою Комісії з жіночих шахів Сьюзен Полгар

У квітні 2016 року, набравши 6 очок з 11 можливих (+3-2=6), Анна розділила 3-4 місця на третьому етапі гран-прі ФІДЕ серед жінок 2015/2016, що проходив у Батумі.
У липні 2016 року з результатом 6 очок з 11 можливих (+2-1=8) розділила 3-5 місця на четвертому етапі гран-прі ФІДЕ серед жінок 2015/2016, що проходив у Ченду (Китай).
У вересні 2016 року у складі збірної України стала бронзовим призером шахової олімпіади, що проходила в Баку. Набравши 7½ очок з 10 можливих (+5-0=5), Анна посіла 1 місце серед шахісток, які виступали на 1-й шахівниці, випередивши чинну чемпіонку світу Хоу Іфань.
У листопаді 2016 року стала переможницею клубного чемпіонату Європи (Новий Сад) у складі команди з Монте-Карло «Cercle d'Echecs Monte-Carlo», за яку виступали також Хоу Іфань, Марія Музичук, Піа Крамлінг, Ельміра Скрипченко. Анна, граючи на другій шахівниці, набрала 4½ з 7 можливих очок (+2-0=5). А на турнірі зі швидких шахів, що проходив у Мюнхені, набравши 8 з 11 очок (+5-0=6), Анна розділила 2-3 місця з Найджелом Шортом.
Наприкінці грудня 2016 року Анна Музичук досягла подвійного успіху, ставши чемпіонкою світу зі швидких та блискавичних шахів. 28 грудня, набравши 9½ очок з 12 можливих (+7-0=5), Анна ще за тур до фінішу достроково перемогла у турнірі зі швидких шахів, випередивши срібну призерку Олександру Костенюк на 1 очко. А ще через два дні з результатом 13 очок з 17 можливих (+10-1=6) перемогла у турнірі з блискавичних шахів (бліцу), випередивши на пів очка росіянок Валентину Гуніну та Катерину Лагно.
Завдяки перемогам на чемпіонаті світу Анна Музичук обійшла китаянку Хоу Іфань та очолила оновлені рейтинги ФІДЕ за січень 2017 року (рапід — 2611 очок, бліц — 2663 очка).

### 2017
У лютому 2017 року з результатом 6½ очок з 10 можливих (+5=3-2) розділила 24-46 місця (28 місце за додатковим показником) на міжнародному відкритому турнірі «Gibraltar Chess Festival 2017», що проходив у Гібралтарі. Крім того, Анна розділила 2-6 місця в жіночому заліку. Це принесло їй 4 000 £ призових.
У лютому-березні 2017 року брала участь у Чемпіонаті світу із шахів серед жінок в Ірані та стала срібною призеркою, поступившись у фіналі китаянці Тань Чжун'ї.
У квітні 2017 року Анна Музичук вперше стала лауреаткою «Шахового гетьмана», який вручається найкращій шахістці України. Тоді ж з результатом 6½ з 11 очок (+3-1=7) розділила лише 26-46 місця на чемпіонаті Європи, що проходив у Ризі.
У жовтні 2017 року стала чемпіонкою Європи серед жінок зі швидких шахів. Набравши 9 очок з 11 можливих (+7-0=4), Анна на ½ очка випередила Катерину Лагно.
У листопаді 2017 року у складі збірної України Анна стала бронзовою призеркою командного чемпіонату Європи, що проходив на Криті. Окрім того Анна посіла 2 місце серед шахісток, які виступали на першій шахівниці (6½ очок із 9 можливих, турнірний перформанс — 2621).
Наприкінці листопада 2017 року стала переможницею турніру зі швидких та блискавичних шахів «Kings Tournament». Результат Анни: у рапіді 4½ очка з 6 можливих (+3-0=3), у бліці 8 очок з 12 (+5-1=8).
У грудні 2017 року виступаючи на Других Елітних Інтелектуальних Іграх IMSA (Хуаянь, Китай) посіла:
 — 2-ге місце на турнірі зі швидких шахів, набравши 4½ очки з 7 можливих (+2-0=5),
 — 8-ме місце на турнірі з блискавичних шахів, набравши 11½ очок із 22 можливих (+7-6=9),
 — 2-ге місце на турнірі з «баску», набравши 6½ очок із 10 можливих (+6-3=1).
Наприкінці місяця, через примус до слідування учасницями мусульманських традицій, відмовилась від участі в чемпіонаті світу зі швидких та блискавичних шахів, що проходив у Ер-Ріяді (Саудівська Аравія).

### 2018
На початку лютого 2018 року з результатом 6 очок з 10 можливих (+2=8-0) розділила 50-80 місця (67 місце за додатковим показником) на міжнародному відкритому турнірі «Gibraltar Chess Festival 2018», що проходив у Гібралтарі. Крім того, Анна розділила 3-8 місця в жіночому заліку..
Наприкінці березня 2018 року Анна Музичук вдруге поспіль стала лауреаткою нагороди «Шаховий гетьман», яку вручають найкращій шахістці України.
На чемпіонаті Європи зі швидких та блискавичних шахів, що проходив у Тбілісі з 30 березня по 1 квітня, Анна посіла:
 — 3-тє місце на турнірі зі швидких шахів, набравши 8 очок з 11 можливих (+5-0=6),
 — 1-ше місце на турнірі з блискавичних шахів, набравши 10 очок з 13 можливих (+8-1=4).
У жовтні 2018 року Музичук у складі збірної України стала срібним призером шахової олімпіади, що проходила в Батумі. Набравши 7 очок з 10 можливих (+4-0=6), Анна посіла 4-те місце серед шахісток, які виступали на 1-й шахівниці.
У листопаді 2018 року дійшла до 1/4 фіналу чемпіонату світу серед жінок, де поступилася на тай-брейку Олександрі Костенюк з загальним рахунком 1½ — 2½.
У грудні 2018 року на чемпіонаті світу зі швидких та блискавичних шахів, посіла:
 — 4-те місце у турнірі зі швидких шахів, набравши 8½ очок з 12 можливих (+6-1=5),
 — 12-те місце у турнірі з блискавичних шахів, набравши 11 очок з 17 можливих (+8-3=6).

### 2019
На початку року Анна традиційно взяла участь в одному з найсильніших турнірів, що проводиться за швейцарською системою — «Gibraltar Chess Festival 2019». Набравши 6 очок з 10 можливих (+3-1=6), українка посіла 58 місце (6 місце — у жіночому заліку).
У березні 2019 року Музичук у складі збірної України посіла 4-те місце на командному чемпіонаті світу, що проходив в Астані, її результат на другій шахівниці — 4 із 8 очок (+3-3=2).
У червні 2019 року взяла участь у турнірі претенденток, переможниця якого отримувала право зіграти у матчі на першість світу з чинною чемпіонкою Цзюй Веньцзюнь (Китай). Набравши 8 очок з 14 можливих (+4-2=8), Анна Музичук посіла 2-ге місце поступившись 1½ очками переможниці турніру росіянці Олександрі Горячкіній.
У листопаді 2019 року у складі команди «Шахова федерація Києва» Музичук посіла 2-ге місце у Кубку Європейських клубів, що проходив у Чорногорії. Набравши 4 з 7 очок (+1-0=6), Анна посіла друге місце серед шахісток, які виступали на другій шахівниці.
У грудні 2019 року з результатом 6 очок з 11 можливих (+2-1=8), Анна посіла 5 місце на 2-му етапі гран-прі ФІДЕ серед жінок 2019/2020, що проходив у Монако.
Наприкінці грудня 2019 року на чемпіонаті світу зі швидких та блискавичних шахів посіла:
 — 6-те місце у турнірі зі швидких шахів, набравши 8½ очок з 12 можливих (+6-1=5),
 — 2-ге місце у турнірі з блискавичних шахів, набравши 12½ очок з 17 можливих (+9-1=7). Крім того, Анна отримала відзнаку, як найкраща шахістка за підсумками двох турнірів.

### 2020-ті
У січні 2020 року з результатом 6 очок з 10 можливих (+4-2=4) Анна посіла 58 місце (4 місце — у жіночому заліку) «Gibraltar Chess Festival 2020». Також українка отримала приз за найкращу партію турніру.
У березні 2020 року Анна Музичук разом з Аліною Кашлінською розділила 4—5 місця на 3-му етапі гран-прі ФІДЕ серед жінок 2019—2020, що проходив у Лозанні. Її результат — 6 очок з 11 можливих (+2-1=8).
27 липня 2021 року Анна Музичук пробилася в півфінал Кубка світу із шахів, що проходить у Сочі, і кваліфікувалася на жіночий Кубок світу-2022.
У листопаді 2023 року з результатом 8 очок з 11 можливих (+5-0=6) українка посіла друге місце на турнірі «Велика жіноча швейцарка ФІДЕ», що проходив у Дугласі (Острів Мен).
У червні 2024 року Анна посіла друге місце на турнірі «Norway Chess 2024», набравши 16 очок з 30 можливих (+2-0=8), а також друге місце на турнірі «Cairns Cup 2024», набравши 5½ з 9 очок (+2-0=7).
У березні 2025 року Анна здобула перемогу на четвертому етапі Гран-прі ФІДЕ серед жінок 2024—2025, що відбувався в Нікосії (Кіпр), набравши 6 очок з 9 можливих (+4-1=4).
У травні 2025 року Анна Музичук здобула перемогу на шостому етапі Гран-прі ФІДЕ серед жінок 2024—2025, що проходив у Грослобмінгу (Австрія), набравши 6 очок із 9 можливих (+3–0=6). За підсумками етапу вона поділила перше місце з китаянкою Чжу Цзінер. Попри цю перемогу, Анна не змогла кваліфікуватися до Турніру претенденток 2026 року через загальні результати в серії Гран-прі.
У червні 2025 року Анна Музичук перемогла на турнірі XI категорії «Norway Chess 2025», набравши 16½ очок з 30 можливих (+2-0=8). Це був третій поспіль виграний українкою представницький турнір у 2025 році.

## Результати виступів у складі збірних Словенії та України

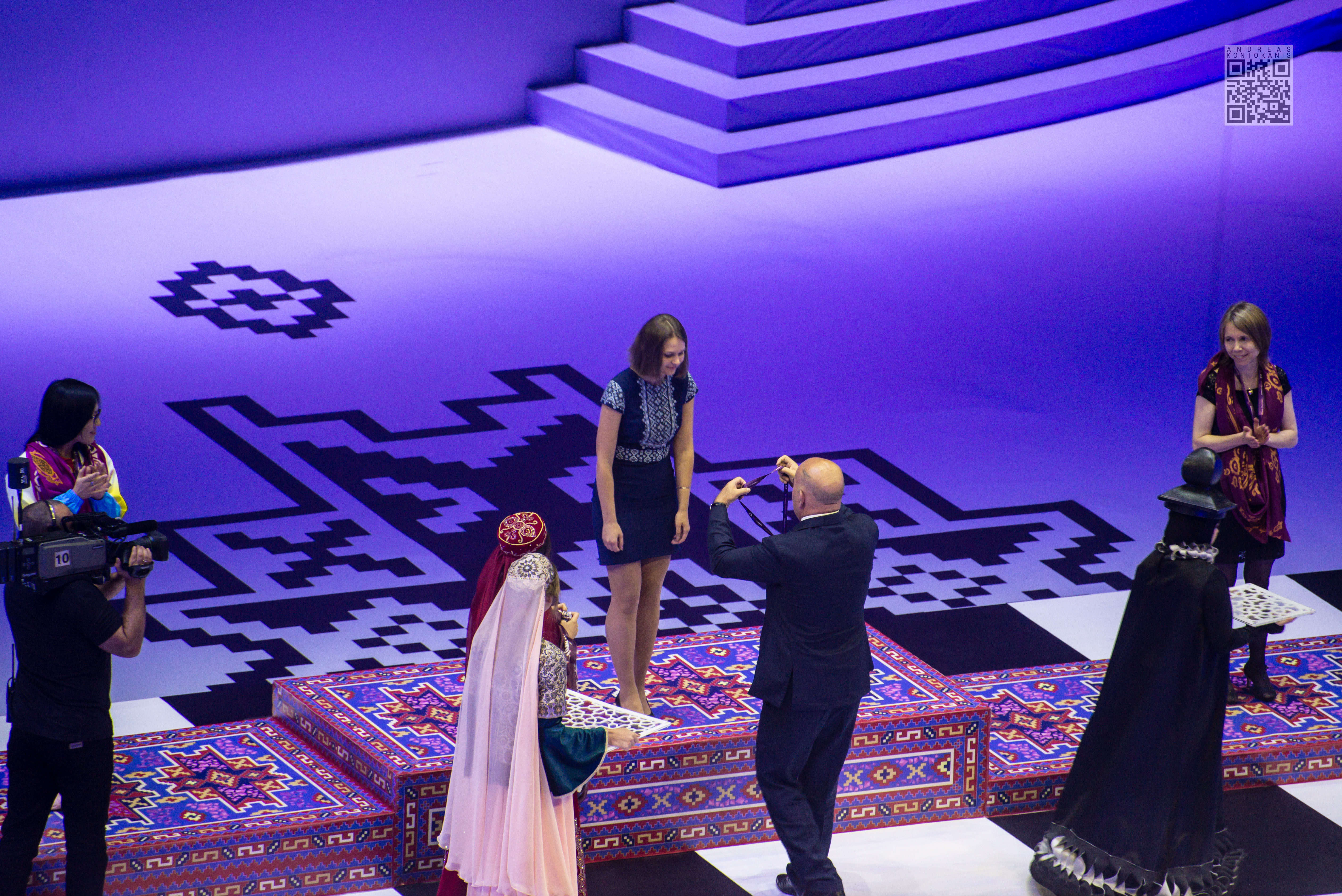
Нагородження найкращих на 1-й шахівниці шахової олімпіади 2016 року

За період 2004—2012 років Анна Музичук зіграла за жіночу збірну Словенії у 9-ти турнірах, зокрема: шахова олімпіада — 5 разів, командний чемпіонат Європи — 4 рази.. 
Найкращий результат збірної Словенії за цей період  — 6 місце на чемпіонаті Європи 2007 року. 
В активі Анни є одна індивідуальна нагорода (золота) за виступ на першій шахівниці на чемпіонаті Європи 2011 року. 

У складі жіночої збірної України за період 2014—2022 років Анна зіграла у 9-ти турнірах, зокрема: шахова олімпіада — 4 рази, командний чемпіонат світу із шахів — 2 рази, командний чемпіонат Європи — 3 рази.

Вперше зігравши на олімпіаді 2014 року у складі збірної України, Анна Музичук одразу стала бронзовим призером турніру. На олімпіаді 2016 року Анна показала найкращий результат на 1-й шахівниці.

У 2022 році Анна Музичук стала переможницею 44-ї шахової олімпіади. Також в активі Анни срібна нагорода шахової олімпіади 2018 року.
Загалом у складі збірної Словенії Анна Музичук зіграла 90 партій, в яких набрала 58 очок (+38=36-14), що становить 64,4 % від можливих очок. 

У складі збірної України Анна зіграла 74 партії, в яких набрала 48½ очок (+31=35-8), що становить 65,5 % від можливих очок.
| Рік  | Турнір           | Місто           | Збірна   | Шахів— ниця | Рейтинг | + | = | − | Результат | % очок | Турнірний рейтинг | Командне місце | Особисте місце |
| ---- | ---------------- | --------------- | -------- | ----------- | ------- | - | - | - | --------- | ------ | ----------------- | -------------- | -------------- |
| 2004 | шахова олімпіада | Кальвія         | Словенія | 1           | 2383    | 5 | 5 | 3 | 7½ з 13   | 57,7   | 2413              | 19             | 27             |
| 2005 | чемпіонат Європи | Гетеборг        | Словенія | 1           | 2364    | 2 | 4 | 2 | 4 з 8     | 50,0   | 2372              | 18             | 16             |
| 2006 | шахова олімпіада | Турин           | Словенія | 1           | 2418    | 6 | 4 | 1 | 8 з 11    | 72,7   | 2476              | 9              | 10             |
| 2007 | чемпіонат Європи | Іракліон        | Словенія | 1           | 2469    | 2 | 5 | 2 | 4½ з 9    | 50,0   | 2425              | 6              | 13             |
| 2008 | шахова олімпіада | Дрезден         | Словенія | 1           | 2508    | 5 | 4 | 2 | 7 з 11    | 63,6   | 2437              | 37             | 20             |
| 2009 | чемпіонат Європи | Новий Сад       | Словенія | 1           | 2533    | 5 | 2 | 2 | 6 з 9     | 66,7   | 2411              | 9              | 4              |
| 2010 | шахова олімпіада | Ханти-Мансійськ | Словенія | 1           | 2535    | 4 | 6 | 0 | 7 з 10    | 70,0   | 2547              | 32             | 5              |
| 2011 | чемпіонат Європи | Порто-Каррас    | Словенія | 1           | 2557    | 8 | 1 | 0 | 8½ з 9    | 94,4   | 2782              | 10             | Gold           |
| 2012 | шахова олімпіада | Стамбул         | Словенія | 1           | 2606    | 3 | 5 | 2 | 5½ з 10   | 55,0   | 2369              | 41             | 27             |
| 2014 | шахова олімпіада | Тромсе          | Україна  | 1           | 2555    | 3 | 6 | 1 | 6 з 10    | 60,0   | 2513              | Bronze         | 9              |
| 2015 | чемпіонат світу  | Ченду           | Україна  | 1           | 2552    | 3 | 2 | 2 | 4 з 7     | 57,1   | 2474              | 5              | 4              |
| 2015 | чемпіонат Європи | Рейк'явік       | Україна  | 2           | 2534    | 4 | 3 | 1 | 5½ з 8    | 68,8   | 2537              | Silver         | 5              |
| 2016 | шахова олімпіада | Баку            | Україна  | 1           | 2550    | 5 | 5 | 0 | 7½ з 10   | 75,0   | 2629              | Bronze         | Gold           |
| 2017 | чемпіонат Європи | Крит            | Україна  | 1           | 2576    | 4 | 5 | 0 | 6½ з 9    | 72,2   | 2621              | Bronze         | Silver         |
| 2018 | шахова олімпіада | Батумі          | Україна  | 1           | 2555    | 4 | 6 | 0 | 7 з 10    | 70,0   | 2568              | Silver         | 4              |
| 2019 | чемпіонат світу  | Астана          | Україна  | 2           | 2555    | 3 | 2 | 3 | 4 з 8     | 50,0   | 2400              | 4              |                |
| 2021 | чемпіонат Європи | Чатеж-об-Саві   | Україна  | 1           | 2533    | 0 | 2 | 0 | 1 з 2     | 50,0   |                   | 4              |                |
| 2022 | шахова олімпіада | Ченнай          | Україна  | 2           | 2529    | 5 | 4 | 1 | 7 з 10    | 70,0   | 2472              | Gold           | Silver         |

## Результати виступів на чемпіонатах світу
| Чемпіонат                                                                        | № посіву (рейтинг) | Раунд | Суперник             | № посіву (рейтинг) | Результат | Рахунок |
| -------------------------------------------------------------------------------- | ------------------ | ----- | -------------------- | ------------------ | --------- | ------- |
| Чемпіонат світу 2008, Нальчик (Росія), 28 серпня — 18 вересня 2008 року          | 11 (2504)          | 1/32  | Марія Велчева        | 54 (2281)          | перемога  | 2 — 0   |
| Чемпіонат світу 2008, Нальчик (Росія), 28 серпня — 18 вересня 2008 року          | 11 (2504)          | 1/16  | Дронаваллі Харіка    | 22 (2461)          | поразка   | 1½ — 2½ |
|                                                                                  |                    |       |                      |                    |           |         |
| Чемпіонат світу 2010, Хатай (Туреччина), 2 — 24 грудня 2010 року                 | 7 (2530)           | 1/32  | Маріса Зуріель       | 58 (2208)          | перемога  | 2 — 0   |
| Чемпіонат світу 2010, Хатай (Туреччина), 2 — 24 грудня 2010 року                 | 7 (2530)           | 1/16  | Євгенія Овод         | 39 (2387)          | перемога  | 1½ — ½  |
| Чемпіонат світу 2010, Хатай (Туреччина), 2 — 24 грудня 2010 року                 | 7 (2530)           | 1/8   | Цзюй Веньцзюнь       | 10 (2524)          | поразка   | ½ — 1½  |
|                                                                                  |                    |       |                      |                    |           |         |
| Чемпіонат світу 2012, Ханти-Мансійськ (Росія), 10 листопада — 1 грудня 2012 року | 3 (2586)           | 1/32  | Аміна Мезіуд         | 62 (2055)          | перемога  | 2 — 0   |
| Чемпіонат світу 2012, Ханти-Мансійськ (Росія), 10 листопада — 1 грудня 2012 року | 3 (2586)           | 1/16  | Анна Ушеніна         | 30 (2452)          | поразка   | 1 — 3   |
|                                                                                  |                    |       |                      |                    |           |         |
| Чемпіонат світу 2015, Сочі (Росія), 16 березня — 6 квітня 2015 року              | 3 (2552)           | 1/32  | Аміна Мезіуд         | 62 (2071)          | перемога  | 1½ — ½  |
| Чемпіонат світу 2015, Сочі (Росія), 16 березня — 6 квітня 2015 року              | 3 (2552)           | 1/16  | Олександра Горячкіна | 30 (2456)          | перемога  | 1½ — ½  |
| Чемпіонат світу 2015, Сочі (Росія), 16 березня — 6 квітня 2015 року              | 3 (2552)           | 1/8   | Лейла Джавахішвілі   | 19 (2481)          | перемога  | 1½ — ½  |
| Чемпіонат світу 2015, Сочі (Росія), 16 березня — 6 квітня 2015 року              | 3 (2552)           | 1/4   | Піа Крамлінг         | 11 (2494)          | поразка   | 2½ — 3½ |
|                                                                                  |                    |       |                      |                    |           |         |
| Чемпіонат світу 2017, Тегеран (Іран), 10 лютого — 5 березня 2017 року            | 2 (2558)           | 1/32  | Аміна Мезіуд         | 63 (2055)          | перемога  | 2 — 0   |
| Чемпіонат світу 2017, Тегеран (Іран), 10 лютого — 5 березня 2017 року            | 2 (2558)           | 1/16  | Аліна Кашлінська     | 34 (2418)          | перемога  | 1½ — ½  |
| Чемпіонат світу 2017, Тегеран (Іран), 10 лютого — 5 березня 2017 року            | 2 (2558)           | 1/8   | Пхам Ле Тхао Нгуєн   | 47 (2351)          | перемога  | 2 — 0   |
| Чемпіонат світу 2017, Тегеран (Іран), 10 лютого — 5 березня 2017 року            | 2 (2558)           | 1/4   | Антоанета Стефанова  | 7 (2512)           | перемога  | 1½ — ½  |
| Чемпіонат світу 2017, Тегеран (Іран), 10 лютого — 5 березня 2017 року            | 2 (2558)           | 1/2   | Олександра Костенюк  | 3 (2549)           | перемога  | 2 — 0   |
| Чемпіонат світу 2017, Тегеран (Іран), 10 лютого — 5 березня 2017 року            | 2 (2558)           | Ф     | Тань Чжун'ї          | 9 (2502)           | поразка   | 2½ — 3½ |
|                                                                                  |                    |       |                      |                    |           |         |
| Чемпіонат світу 2018, Ханти-Мансійськ (Росія), 2 — 23 листопада 2018 року        | 4 (2555)           | 1/32  | Рані Хамід           | 61 (1909)          | перемога  | 2 — 0   |
| Чемпіонат світу 2018, Ханти-Мансійськ (Росія), 2 — 23 листопада 2018 року        | 4 (2555)           | 1/16  | Анастасія Боднарук   | 29 (2423)          | перемога  | 2 — 0   |
| Чемпіонат світу 2018, Ханти-Мансійськ (Росія), 2 — 23 листопада 2018 року        | 4 (2555)           | 1/8   | Антоанета Стефанова  | 13 (2490)          | перемога  | 2½ — 1½ |
| Чемпіонат світу 2018, Ханти-Мансійськ (Росія), 2 — 23 листопада 2018 року        | 4 (2555)           | 1/4   | Олександра Костенюк  | 5 (2551)           | поразка   | 1½ — 2½ |

| Чемпіонський цикл    | Етап циклу                                                                           | Спосіб кваліфікації        | № посіву (рейтинг) | Раунд / система | Суперниця |  | + | -   | =   | Очки  | Місце    | Переможниця          |
| -------------------- | ------------------------------------------------------------------------------------ | -------------------------- | ------------------ | --------------- | --- |  | - | --- | --- | ----- | -------- | -------------------- |
| Чемпіонат світу 2020 | Турнір претенденток 2019, Казань (Росія), 30 травня — 18 червня 2019 року 8 учасниць | За рейтингом               | 4 (2539)           | Колова система  | Марія Музичук (2563) Катерина Лагно (2554) Олександра Костенюк (2546) Олександра Горячкіна (2522) Тань Чжун'ї (2513) Нана Дзагнідзе (2510) Валентина Гуніна (2506) |  | 4 | 2   | 8   | 8     | Silver   | Олександра Горячкіна |
|                      |                                                                                      |                            |                    |                 | |  |   |     |     |       |          |                      |
| Чемпіонат світу 2023 | Турнір претенденток 2022, Монако, 24 жовтня — 6 листопада 2022 року 8 учасниць       | Кубок світу 2021 (4 місце) | 6 (2529)           | 1/4             | Гампі Конеру — 2 (2586) |  | 1 | 1 0 | 2 3 | 4½:3½ | перемога | Анна Музичук         |
| Чемпіонат світу 2023 | Турнір претенденток 2022, Монако, 24 жовтня — 6 листопада 2022 року 8 учасниць       | Кубок світу 2021 (4 місце) | 6 (2529)           | 1/2             | Лей Тінцзє — 5 (2535) |  | 0 | 1   | 3   | 1½:2½ | поразка  | Лей Тінцзє           |
|                      |                                                                                      |                            |                    |                 | |  |   |     |     |       |          |                      |
| Чемпіонат світу 2025 | Турнір претенденток 2024, Торонто (Канада), 3 — 22 квітня 2024 року 8 учасниць       | Кубок світу 2023 (3 місце) | 5 (2520)           | Колова система  | Олександра Горячкіна (2553) Лей Тінцзє (2550) Гампі Конеру (2546) Катерина Лагно (2542) Тань Чжун'ї (2521) Рамешбабу Вайшалі (2475) Нургюл Салімова (2432)         |  | 0 | 3   | 11  | 5½    | 8        | Тань Чжун'ї          |

## Досягнення
Є триразовою чемпіонкою України серед юніорів: 2000 (до 10 років), 2002 (до 12 років) i 2004 (до 20 років). Багаторазова медалістка чемпіонатів Європи серед юніорів, а саме: шестиразова золота (1996 — до 7 років, 1998 i 2000 — до 10 років, 2002 — до 12 років, 2003 i 2004 — до 14 років), триразова срібна (1997 i 1999 — до 10 років, 2001 — до 12 років). Окрім того, в 2000 році здобула бронзову медаль чемпіонату світу в категорії до 10 років, а в 2002 та 2004 роках стала срібною медалісткою в категорії до 12 та 14 років відповідно. Через рік стала чемпіонкою світу серед дівчат до 16 років, а у 2010 — у категорії до 20 років.

Чемпіонка України 2003 та 2014 років серед жінок. 
Чемпіонка світу з бліцу 2014 року.
Чемпіонка світу зі швидких шахів (рапід) 2016 року.

Чемпіонка світу з бліцу 2016 року.

Віце-чемпіонка світу серед жінок з класичних шахів 2017 року.

Віце-чемпіонка світу з бліцу 2019 року.

Бронзова призерка чемпіонату світу з бліцу 2012 року.
Чемпіонка Європи зі швидких шахів (рапід) 2017 року.

Дворазова чемпіонка Європи серед жінок з бліцу 2007 та 2018 років.
Бронзова призерка кубка світу 2023.
У складі збірної України:
- місце — шахова олімпіада 2014 року
- місце — чемпіонат Європи 2015 року
- місце — шахова олімпіада 2016 року
- місце — чемпіонат Європи 2017 року
- місце — шахова олімпіада 2018 року
- місце — шахова олімпіада 2022 року

## Титули
- Міжнародний гросмейстер (2012);
- Міжнародний майстер (2007);
- Гросмейстер серед жінок (2004);
- Міжнародний майстер серед жінок (2002);
- Майстер ФІДЕ серед жінок (2001).

## Динаміка зміни рейтингу Анна Музичук
| Рейтинг Анни Музичук          | Рейтинг Анни Музичук | Рейтинг Анни Музичук | Рейтинг Анни Музичук | Рейтинг Анни Музичук | Рейтинг Анни Музичук                |
| Дата                          | Рейтинг              | К-ть партій          | Зміна                | Місце в рейтингу     | Вік                                 |
| ----------------------------- | -------------------- | -------------------- | -------------------- | -------------------- | ----------------------------------- |
| Липень 2001                   | 2197                 | 30                   |                      |                      | 11 років, 4 місяці                  |
| Жовтень 2001                  | 2215                 | 11                   | +18                  |                      | 11 років, 7 місяців                 |
| Січень 2002                   | 2239                 | 18                   | +24                  |                      | 11 років, 10 місяців                |
| Квітень 2002                  | 2256                 | 13                   | +17                  |                      | 12 років, 1 місяць                  |
| Липень 2002                   | 2256                 | 10                   | 0                    |                      | 12 років, 4 місяці                  |
| Жовтень 2002                  | 2252                 | 6                    | -4                   |                      | 12 років, 7 місяців                 |
| Січень 2003                   | 2256                 | 7                    | +4                   |                      | 12 років, 10 місяців                |
| Квітень 2003                  | 2256                 | 9                    | 0                    |                      | 13 років, 1 місяць                  |
| Липень 2003                   | 2293                 | 22                   | +37                  |                      | 13 років, 4 місяці                  |
| Жовтень 2003                  | 2325                 | 25                   | +32                  |                      | 13 років, 7 місяців                 |
| Січень 2004                   | 2367                 | 15                   | +42                  |                      | 13 років, 10 місяців                |
| Квітень 2004                  | 2387                 | 11                   | +20                  |                      | 14 років, 1 місяць                  |
| Липень 2004                   | 2378                 | 22                   | -9                   |                      | 14 років, 4 місяці                  |
| Жовтень 2004                  | 2383                 | 5                    | +5                   |                      | 14 років, 7 місяців                 |
| Січень 2005                   | 2387                 | 23                   | +4                   |                      | 14 років, 10 місяців                |
| Квітень 2005                  | 2363                 | 25                   | -22                  |                      | 15 років, 1 місяць                  |
| Липень 2005                   | 2364                 | 25                   | +1                   |                      | 15 років, 4 місяці                  |
| Жовтень 2005                  | 2373                 | 17                   | +9                   |                      | 15 років, 7 місяців                 |
| Січень 2006                   | 2417                 | 34                   | +44                  | 41                   | 15 років, 10 місяців                |
| Квітень 2006                  | 2418                 | 20                   | +1                   | 40                   | 16 років, 1 місяць                  |
| Липень 2006                   | 2456                 | 32                   | +38                  | 23                   | 16 років, 4 місяці                  |
| Жовтень 2006                  | 2452                 | 20                   | -4                   | 24                   | 16 років, 7 місяців                 |
| Січень 2007                   | 2475                 | 23                   | +23                  | 13                   | 16 років, 10 місяців                |
| Квітень 2007                  | 2474                 | 12                   | -1                   | 16                   | 17 років, 1 місяць                  |
| Липень 2007                   | 2456                 | 22                   | -18                  | 26                   | 17 років, 4 місяці                  |
| Жовтень 2007                  | 2469                 | 19                   | +13                  | 16                   | 17 років, 7 місяців                 |
| Січень 2008                   | 2460                 | 22                   | -9                   | 27                   | 17 років, 10 місяців                |
| Квітень 2008                  | 2486                 | 34                   | +26                  | 16                   | 18 років, 1 місяць                  |
| Липень 2008                   | 2504                 | 30                   | +18                  | 13                   | 18 років, 4 місяці                  |
| Жовтень 2008                  | 2508                 | 19                   | +4                   | 13                   | 18 років, 7 місяців                 |
| Січень 2009                   | 2540                 | 36                   | +32                  | 6                    | 18 років, 10 місяців                |
| Квітень 2009                  | 2533                 | 28                   | −7                   | 6                    | 19 років, 1 місяць                  |
| Липень 2009                   | 2542                 | 14                   | +9                   | 5                    | 19 років, 4 місяці                  |
| Вересень 2009                 | 2533                 | 18                   | -9                   | 8                    | 19 років, 6 місяців                 |
| Листопад 2009                 | 2532                 | 28                   | -1                   | 6                    | 19 років, 8 місяців                 |
| Січень 2010                   | 2523                 | 25                   | -9                   | 7                    | 19 років, 10 місяців                |
| Березень 2010                 | 2533                 | 13                   | +10                  | 6                    | 20 років                            |
| Травень 2010                  | 2529                 | 22                   | -4                   | 8                    | 20 років, 2 місяці                  |
| Липень 2010                   | 2527                 | 21                   | -2                   | 8                    | 20 років, 4 місяці                  |
| Вересень 2010                 | 2535                 | 15                   | +8                   | 8                    | 20 років, 6 місяців                 |
| Листопад 2010                 | 2530                 | 15                   | −5                   | 8                    | 20 років, 8 місяців                 |
| Січень 2011                   | 2529                 | 6                    | -1                   | 8                    | 20 років, 10 місяців                |
| Березень 2011                 | 2528                 | 4                    | -1                   | 8                    | 21 рік                              |
| Травень 2011                  | 2537                 | 20                   | +9                   | 8                    | 21 рік, 2 місяці                    |
| Липень 2011                   | 2538                 | 12                   | +1                   | 6                    | 21 рік, 4 місяці                    |
| Вересень 2011                 | 2545                 | 16                   | +7                   | 6                    | 21 рік, 6 місяців                   |
| Листопад 2011                 | 2562                 | 25                   | +17                  | 4                    | 21 рік, 8 місяців                   |
| Січень 2012                   | 2580                 | 9                    | +18                  | 4                    | 21 рік, 10 місяців                  |
| Березень 2012                 | 2583                 | 10                   | +3                   | 4                    | 22 роки                             |
| Травень 2012                  | 2598                 | 18                   | +15                  | 3                    | 22 роки, 2 місяці                   |
| Липень 2012                   | 2606                 | 14                   | +8                   | 3                    | 22 роки, 4 місяці                   |
| Серпень 2012                  | 2606                 | 0                    | 0                    | 2                    | 22 роки, 5 місяців                  |
| Вересень 2012                 | 2606                 | 0                    | 0                    | 2                    | 22 роки, 6 місяців                  |
| Жовтень 2012                  | 2587                 | 21                   | -19                  | 4                    | 22 роки, 7 місяців                  |
| Листопад 2012                 | 2586                 | 6                    | -1                   | 4                    | 22 роки, 8 місяців                  |
| Грудень 2012                  | 2586                 | 0                    | 0                    | 4                    | 22 роки, 9 місяців                  |
| Січень 2013                   | 2582                 | 8                    | -4                   | 4                    | 22 роки, 10 місяців                 |
| Лютий 2013                    | 2582                 | 0                    | 0                    | 4                    | 22 роки, 11 місяців                 |
| Березень 2013                 | 2585                 | 10                   | +3                   | 4                    | 23 роки                             |
| Квітень 2013                  | 2585                 | 0                    | 0                    | 4                    | 23 роки, 1 місяць                   |
| Травень 2013                  | 2585                 | 0                    | 0                    | 4                    | 23 роки, 2 місяці                   |
| Червень 2013                  | 2593                 | 11                   | +8                   | 4                    | 23 роки, 3 місяці                   |
| Липень 2013                   | 2594                 | 11                   | +1                   | 4                    | 23 роки, 4 місяці                   |
| Серпень 2013                  | 2594                 | 0                    | 0                    | 4                    | 23 роки, 5 місяців                  |
| Вересень 2013                 | 2585                 | 11                   | -9                   | 4                    | 23 роки, 6 місяців                  |
| Жовтень 2013                  | 2560                 | 9                    | -25                  | 5                    | 23 роки, 7 місяців                  |
| Листопад 2013                 | 2566                 | 6                    | +6                   | 4                    | 23 роки, 8 місяців                  |
| Грудень 2013                  | 2566                 | 0                    | 0                    | 5                    | 23 роки, 9 місяців                  |
| Січень 2014                   | 2566                 | 0                    | 0                    | 5                    | 23 роки, 10 місяців                 |
| Лютий 2014                    | 2583                 | 13                   | +17                  | 4                    | 23 роки, 11 місяців                 |
| Березень 2014                 | 2560                 | 9                    | -23                  | 4                    | 24 роки                             |
| Квітень 2014                  | 2560                 | 0                    | 0                    | 4                    | 24 роки, 1 місяць                   |
| Травень 2014                  | 2561                 | 13                   | +1                   | 4                    | 24 роки, 2 місяці                   |
| Червень 2014                  | 2561                 | 0                    | 0                    | 4                    | 24 роки, 3 місяці                   |
| Липень 2014                   | 2561                 | 0                    | 0                    | 4                    | 24 роки, 4 місяці                   |
| Серпень 2014                  | 2555                 | 11                   | -6                   | 5                    | 24 роки, 5 місяців                  |
| Вересень 2014                 | 2551                 | 10                   | -4                   | 6                    | 24 роки, 6 місяців                  |
| Жовтень 2014                  | 2548                 | 6                    | -3                   | 6                    | 24 роки, 7 місяців                  |
| Листопад 2014                 | 2545                 | 2                    | -3                   | 6                    | 24 роки, 8 місяців                  |
| Грудень 2014                  | 2544                 | 8                    | -1                   | 6                    | 24 роки, 9 місяців                  |
| Січень 2015                   | 2544                 | 0                    | 0                    | 6                    | 24 роки, 10 місяців                 |
| Лютий 2015                    | 2543                 | 1                    | -1                   | 6                    | 24 роки, 11 місяців                 |
| Березень 2015                 | 2552                 | 10                   | +9                   | 6                    | 25 років                            |
| Квітень 2015                  | 2552                 | 0                    | 0                    | 6                    | 25 років, 1 місяць                  |
| Травень 2015                  | 2549                 | 15                   | -3                   | 5                    | 25 років, 2 місяці                  |
| Червень 2015                  | 2549                 | 0                    | 0                    | 5                    | 25 років, 3 місяці                  |
| Липень 2015                   | 2549                 | 0                    | 0                    | 6                    | 25 років, 4 місяці                  |
| Серпень 2015                  | 2549                 | 0                    | 0                    | 5                    | 25 років, 5 місяців                 |
| Вересень 2015                 | 2549                 | 0                    | 0                    | 4                    | 25 років, 6 місяців                 |
| Жовтень 2015                  | 2549                 | 0                    | 0                    | 4                    | 25 років, 7 місяців                 |
| Листопад 2015                 | 2534                 | 11                   | -15                  | 7                    | 25 років, 8 місяців                 |
| Грудень 2015                  | 2535                 | 8                    | +1                   | 7                    | 25 років, 9 місяців                 |
| Січень 2016                   | 2537                 | 2                    | +2                   | 6                    | 25 років, 10 місяців                |
| Лютий 2016                    | 2537                 | 0                    | 0                    | 6                    | 25 років, 11 місяців                |
| Березень 2016                 | 2555                 | 9                    | +18                  | 5                    | 26 років                            |
| Квітень 2016                  | 2555                 | 0                    | 0                    | 6                    | 26 років, 1 місяць                  |
| Травень 2016                  | 2555                 | 0                    | 0                    | 6                    | 26 років, 2 місяці                  |
| Червень 2016                  | 2551                 | 11                   | -4                   | 5                    | 26 років, 3 місяці                  |
| Липень 2016                   | 2545                 | 9                    | -6                   | 5                    | 26 років, 4 місяці                  |
| Серпень 2016                  | 2544                 | 11                   | -1                   | 4                    | 26 років, 5 місяців                 |
| Вересень 2016                 | 2550                 | 13                   | +6                   | 4                    | 26 років, 6 місяців                 |
| Жовтень 2016                  | 2561                 | 10                   | +11                  | 3                    | 26 років, 7 місяців                 |
| Листопад 2016                 | 2561                 | 0                    | 0                    | 3                    | 26 років, 8 місяців                 |
| Грудень 2016                  | 2558                 | 7                    | -3                   | 3                    | 26 років, 9 місяців                 |
| Січень 2017                   | 2558                 | 0                    | 0                    | 3                    | 26 років, 10 місяців                |
| Лютий 2017                    | 2558                 | 0                    | 0                    | 3                    | 26 років, 11 місяців                |
| Березень 2017                 | 2569                 | 11                   | +11                  | 3                    | 27 років                            |
| Квітень 2017                  | 2587                 | 14                   | +18                  | 3                    | 27 років, 1 місяць                  |
| Травень 2017                  | 2570                 | 11                   | -17                  | 3                    | 27 років, 2 місяці                  |
| Червень 2017                  | 2572                 | 3                    | +2                   | 3                    | 27 років, 3 місяці                  |
| Липень 2017                   | 2572                 | 0                    | 0                    | 3                    | 27 років, 4 місяці                  |
| Серпень 2017                  | 2572                 | 0                    | 0                    | 3                    | 27 років, 5 місяців                 |
| Вересень 2017                 | 2576                 | 12                   | +4                   | 2                    | 27 років, 6 місяців                 |
| Жовтень 2017                  | 2576                 | 0                    | 0                    | 3                    | 27 років, 7 місяців                 |
| Листопад 2017                 | 2576                 | 0                    | 0                    | 2                    | 27 років, 8 місяців                 |
| Грудень 2017                  | 2582                 | 9                    | +6                   | 2                    | 27 років, 9 місяців                 |
| Січень 2018                   | 2571                 | 4                    | -11                  | 3                    | 27 років, 10 місяців                |
| Лютий 2018                    | 2571                 | 0                    | 0                    | 3                    | 27 років, 11 місяців                |
| Березень 2018                 | 2563                 | 11                   | -8                   | 3                    | 28 років                            |
| Квітень 2018                  | 2564                 | 2                    | +1                   | 3                    | 28 років 1 місяць                   |
| Травень 2018                  | 2564                 | 0                    | 0                    | 3                    | 28 років 2 місяці                   |
| Червень 2018                  | 2564                 | 0                    | 0                    | 3                    | 28 років 3 місяці                   |
| Липень 2018                   | 2564                 | 0                    | 0                    | 3                    | 28 років 4 місяці                   |
| Серпень 2018                  | 2564                 | 0                    | 0                    | 3                    | 28 років 5 місяців                  |
| Вересень 2018                 | 2555                 | 11                   | -9                   | 5                    | 28 років 6 місяців                  |
| Жовтень 2018                  | 2555                 | 0                    | 0                    | 4                    | 28 років 7 місяців                  |
| Листопад 2018                 | 2564                 | 16                   | +9                   | 3                    | 28 років 8 місяців                  |
| Грудень 2018                  | 2569                 | 8                    | +5                   | 3                    | 28 років 9 місяців                  |
| Січень 2019                   | 2569                 | 0                    | 0                    | 3                    | 28 років 10 місяців                 |
| Лютий 2019                    | 2558                 | 2                    | +11                  | 4                    | 28 років 11 місяців                 |
| Березень 2019                 | 2555                 | 10                   | -3                   | 5                    | 29 років                            |
| Квітень 2019                  | 2539                 | 8                    | -16                  | 7                    | 29 років 1 місяць                   |
| Травень 2019                  | 2539                 | 0                    | 0                    | 7                    | 29 років 2 місяці                   |
| Червень 2019                  | 2539                 | 0                    | 0                    | 6                    | 29 років 3 місяці                   |
| Липень 2019                   | 2547                 | 14                   | +8                   | 7                    | 29 років 4 місяці                   |
| Серпень 2019                  | 2547                 | 0                    | 0                    | 6                    | 29 років 5 місяців                  |
| Вересень 2019                 | 2547                 | 0                    | 0                    | 6                    | 29 років 6 місяців                  |
| Жовтень 2019                  | 2543                 | 2                    | -4                   | 7                    | 29 років 7 місяців                  |
| Листопад 2019                 | 2543                 | 0                    | 0                    | 7                    | 29 років 8 місяців                  |
| Грудень 2019                  | 2537                 | 7                    | -6                   | 8                    | 29 років 9 місяців                  |
| Січень 2020                   | 2539                 | 11                   | +2                   | 7                    | 29 років 10 місяців                 |
| Лютий 2020                    | 2539                 | 0                    | 0                    | 7                    | 29 років 11 місяців                 |
| Березень 2020                 | 2535                 | 11                   | -4                   | 8                    | 30 років                            |
| Квітень 2020                  | 2535                 | 11                   | 0                    | 7                    | 30 років 1 місяць                   |
| Травень 2020 — червень 2021   | 2535                 | 0                    | 0                    | 7                    | 30 років 2 місяці — 31 рік 3 місяці |
| Липень 2021                   | 2527                 | 11                   | -8                   | 7                    | 31 рік 4 місяці                     |
| Серпень 2021                  | 2527                 | 0                    | 0                    | 7                    | 31 рік 5 місяців                    |
| Вересень 2021                 | 2534                 | 12                   | +7                   | 7                    | 31 рік 6 місяців                    |
| Жовтень 2021                  | 2533                 | 6                    | -1                   | 7                    | 31 рік 7 місяців                    |
| Листопад 2021                 | 2533                 | 0                    | 0                    | 7                    | 31 рік 8 місяців                    |
| Грудень 2021                  | 2531                 | 2                    | -2                   | 9                    | 31 рік 9 місяців                    |
| Січень 2022                   | 2531                 | 0                    | 0                    | 9                    | 31 рік 10 місяців                   |
| Лютий 2022                    | 2531                 | 0                    | 0                    | 9                    | 31 рік 11 місяців                   |
| Березень 2022                 | 2531                 | 0                    | 0                    | 9                    | 32 роки                             |
| Квітень 2022                  | 2529                 | 2                    | -2                   | 8                    | 32 роки 1 місяць                    |
| Травень 2022                  | 2529                 | 0                    | 0                    | 8                    | 32 роки 2 місяці                    |
| Червень 2022                  | 2529                 | 0                    | 0                    | 8                    | 32 роки 3 місяці                    |
| Липень 2022                   | 2529                 | 0                    | 0                    | 8                    | 32 роки 4 місяці                    |
| Серпень 2022                  | 2529                 | 0                    | 0                    | 8                    | 32 роки 5 місяців                   |
| Вересень 2022                 | 2526                 | 10                   | -3                   | 9                    | 32 роки 6 місяців                   |
| * жирним — новий пік рейтингу |                      |                      |                      |                      |                                     |

## Державні нагороди

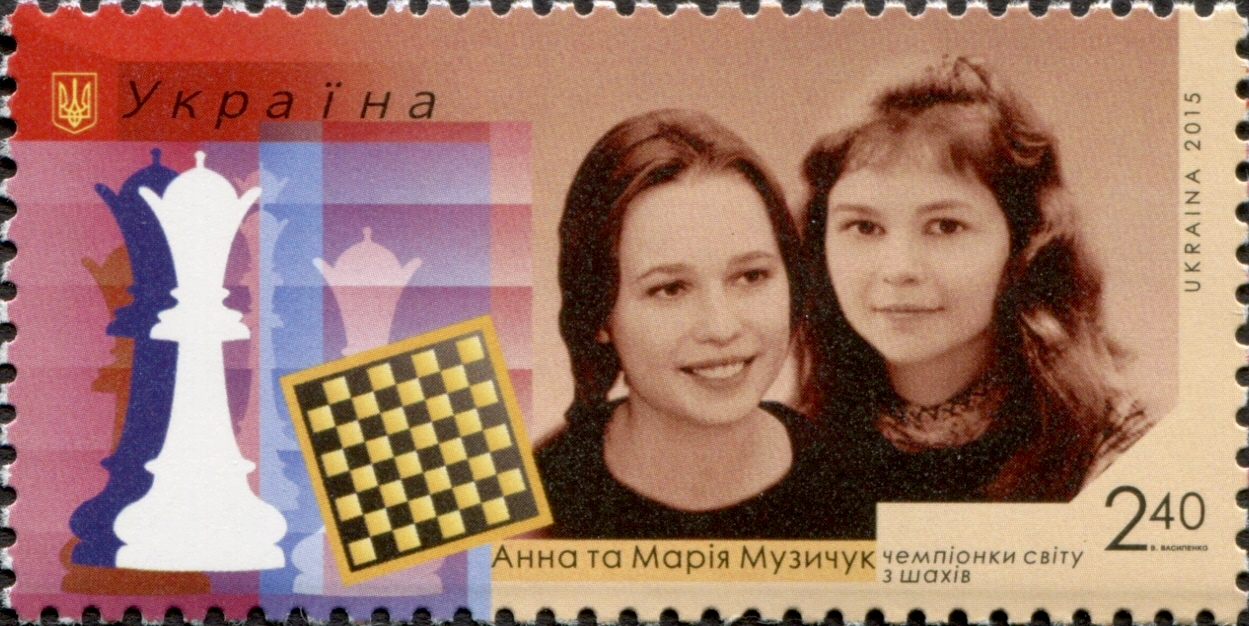
«Музичук Анна Олегівна», поштова марка України (2015)

- Орден княгині Ольги III ст. (7 березня 2017) — за значний особистий внесок у соціально-економічний, науково-технічний, культурно-освітній розвиток Української держави, зразкове виконання службового обов'язку та багаторічну сумлінну працю[110]

## Родина
Батько — Олег Музичук, мати — Наталя Музичук. Сестра — Музичук Марія Олегівна, також займається шахами і представляє на змаганнях Україну, чемпіонка світу 2015 року. Сестрам 17 разів (класичні шахи — 11 разів, бліц та рапід — 6 разів) доводилося змагатися між собою на міжнародних змаганнях — усі очні партії закінчилися внічию.

## Зміни рейтингу
| На цьому місці має відображатися графік чи діаграма, однак з технічних причин його відображення наразі вимкнено. Будь ласка, не видаляйте код, який викликає це повідомлення. Розробники вже працюють для того, щоби відновити штатне функціонування цього графіка або діаграми. | |
| | На цьому місці має відображатися графік чи діаграма, однак з технічних причин його відображення наразі вимкнено. Будь ласка, не видаляйте код, який викликає це повідомлення. Розробники вже працюють для того, щоби відновити штатне функціонування цього графіка або діаграми. |